# Czech International 1993
Die 22. Czech International 1993 im Badminton fanden vom 1. bis zum 3. Oktober 1993 in Kladno statt.

## Sieger und Platzierte
| Disziplin    | Gold                                 | Silber                           | Bronze                                    |
| ------------ | ------------------------------------ | -------------------------------- | ----------------------------------------- |
| Herreneinzel | Jim Laugesen                         | Jan Jørgensen                    | Jean-Frédéric Massias                     |
| Herreneinzel | Jim Laugesen                         | Jan Jørgensen                    | Vladislav Druzchenko                      |
| Dameneinzel  | Mette Sørensen                       | Irina Yakusheva                  | Sarah Hore                                |
| Dameneinzel  | Mette Sørensen                       | Irina Yakusheva                  | Irina Gritsenko                           |
| Herrendoppel | Neil Cottrill John Quinn             | James Anderson Ian Pearson       | Thomas Damgaard Jan Jørgensen             |
| Herrendoppel | Neil Cottrill John Quinn             | James Anderson Ian Pearson       | Jim Laugesen Thomas Søgaard               |
| Damendoppel  | Nadezhda Chervyakova Irina Yakusheva | Virginie Delvingt Christelle Mol | Markéta Koudelková Harriet Rasmussen      |
| Damendoppel  | Nadezhda Chervyakova Irina Yakusheva | Virginie Delvingt Christelle Mol | Nichola Beck Emma Constable               |
| Mixed        | John Quinn Nichola Beck              | James Anderson Emma Constable    | Vladislav Tikhomirov Nadezhda Chervyakova |
| Mixed        | John Quinn Nichola Beck              | James Anderson Emma Constable    | Neil Cottrill Karen Chapman               |